# Людвік Куба

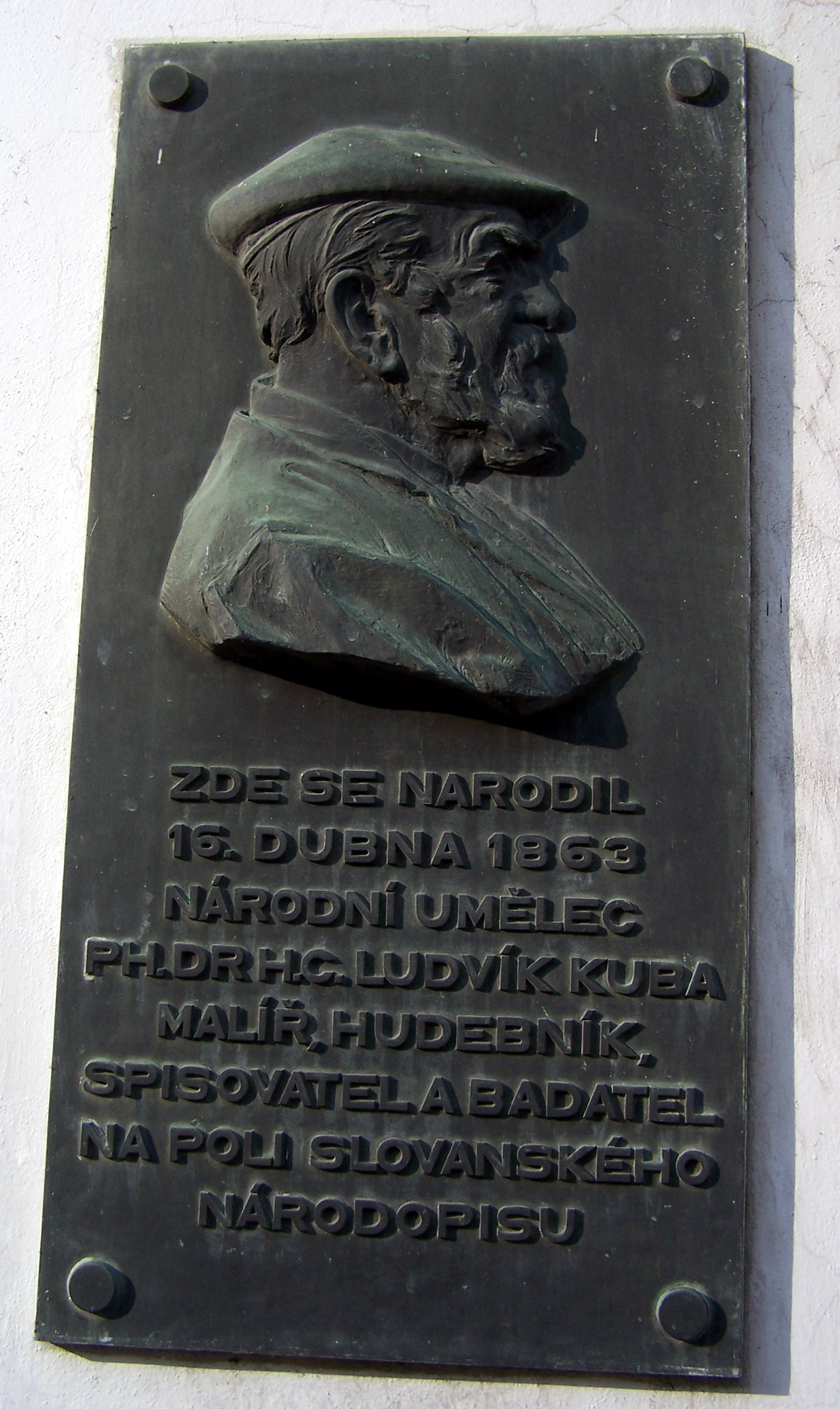
Людвік Куба

Ку́ба Лю́двік (16 квітня 1863, Подебради — 30 листопада 1956, Прага) — чеський живописець, етнограф, музикознавець, автор 15-томної антології «Слов'янство у своїх піснях». Записав багато українських народних пісень.

## Біографія
З 1873 роки навчався в початковій школі міста Подебради. З 1877 року по 1879 рік навчався в празькій Школі органістів в класі Франтішка Зденека Скугерського. Потім продовжив навчання в педагогічному інституті в місті Кутна-Гора, директором якого на той час був Густав Адольф Лінднер. В цей же час самостійно займався живописом і вивченням слов'янських мов. Після закінчення педагогічного інституту в 1883 році працював протягом двох років учителем і в цей же час інтенсивно займався першою частиною збірника слов'янських пісень «Slovanstvo ve svých zpěvech», який видав в 1884 році. У 1885 році залишив педагогічну діяльністю і повністю присвятив себе літературній діяльності і збору етнографічних матеріалів. Робив часті поїздки в Лужицю, Галичину, Балкани, і Російську імперію. У 1887 році вступив в лужицьку просвітницьку організацію «Матиця серболужицька».